# Stryper
Stryper — американская рок-группа, играющая в стиле глэм-метал. Включает в свой состав Майкла Свита (вокалиста, соло-гитариста), Оза Фокса (гитариста), Перри Ричардсона (бас-гитариста) и Роберта Свита (барабанщика).

## История
Сформировалась в 1983 году. Первоначально она называлась Roxx Regime, однако вскоре название было заменено на Stryper. Целью музыкантов было стать первой христианской рок-группой, достигшей серьёзного признания. Группа подписала контракт с фирмой Enigma Records и в 1983 году выпустила свой первый альбом — The Yellow and Black Attack.
К середине 1980-х годов Stryper достиг максимальной популярности — их альбом To Hell with the Devil стал «платиновым», позже был включен в список «Величайших христианских музыкальных альбомов всех времен». Баллада «Honestly» из этого альбома поднялась до 23-й строчки Billboard Hot 100. После этого группа выпустила ещё два диска, ставших золотыми, однако в 1992 году музыканты объявили о прекращении совместной деятельности.
В 2003 году группа вновь воссоединилась и возобновила концертную и студийную деятельность. 
Выпущенный ими альбом No More Hell to Pay в 2013-м взобрался на 35-ю строчку Billboard 200, что лишний раз доказывает, что интерес к группе еще не потерян. Кроме того, в вышедшем в 2013-м году боевике Майкла Бэя «Кровью и потом: Анаболики» с Дуэйном Джонсоном и Марком Уолбергом в главных ролях, есть забавный эпизод, в котором присутствует весьма удачная шутка, связанная с группой, что свидетельствует её былой популярности в 80-х.

## Название
В оформлении большинства дисков обязательно присутствует надпись «Isaiah 53:5» — указание на стих из Книги пророка Исаии, в котором сказано: «Но Он изъязвлен был за грехи наши и мучим за беззакония наши; наказание мира нашего было на Нём, и ранами Его мы исцелились» (Ис. 53:5). Барабанщик Stryper также создал бэкроним для названия группы: «Salvation Through Redemption Yielding Peace, Encouragement and Righteousness».

## Состав

### Текущий состав
- Майкл Свит — вокал, гитара, пианино (1983—1992, 1999—2001, 2003—наши дни)
- Роберт Свит — ударные (1983—1993, 1999—2001, 2003—наши дни)
- Перри Ричардсон — бас-гитара (2017—наши дни)
- Оз Фокс — гитара, бэк-вокал (1983—1993, 1999—2001, 2003—наши дни); вокал (1992—1993)

### Бывшие участники
- Тим Гейнс — бас-гитара, бэк-вокал, клавишные, пианино (1983—1986, 1986—1988, 1990—1993, 1999—2001, 2003—2004, 2010—2017)
- Мэтт Хёриш — бас-гитара, бэк-вокал (1986)
- Трэйси Ферри — бас-гитара, бэк-вокал (2004—2010)

## Дискография
- The Yellow and Black Attack (1984)
- Soldiers Under Command (1985)
- The Yellow and Black Attack (Re-Issue) (1986)
- To Hell with the Devil (1986)
- In God We Trust (1988)
- Against the Law (1990)
- Reborn (2005)
- Murder by Pride (2009)
- The Covering (2011)
- Second Coming (2013)
- Fallen (2015)
- God Damn Evil (2018)
- Even the Devil Believes (2020)